# 羅克韋爾 (堪薩斯州)
羅克韋爾（英語：Rockwell）是位於美國堪薩斯州諾頓縣的一個鬼鎮。

## 歷史
羅克韋爾的郵政局於1879年設立，直到1904年結束營運。該郵政局原名為「貝爾」（Bell），於1884年更名為羅克韋爾。

## 地理
羅克韋爾所處的海拔為高於海平面747米（即2451英呎），而該地所採用的時區為UTC-6，即北美中部時區（CST）。同時該地設有夏令時間，為UTC-6調快一小時，即UTC-5（CDT）。